# Bahía de las Isletas
La bahía de las Isletas es una bahía localizada en la isla de Gran Canaria perteneciente al archipiélago canario. Por su situación geográfica pertenece al océano Atlántico, concretamente en la costa noroeste de África, entre las coordenadas 27º 37' y 29º 25' de latitud norte y 13º 20' y 18º 10' de longitud oeste. Administrativamente sus costas pertenecen a la Provincia de Las Palmas, una de las cincuenta provincias de Estado español. Integrada en la ciudad de Las Palmas de Gran Canaria, en la actualidad acoge al Puerto de Las Palmas o Puerto de La Luz.

## Geografía
La Bahía de las Isletas consta de 4,12 km de largo y poco más de 200 m de ancho en su parte más estrecha, aparece protegida de los vientos por la montaña homónima. Posee un fondo profundo y arenoso con bajas mareas que ofrecen unas condiciones excelentes de la rada. Además nunca alcanza temperaturas inferiores a los 10 °C y la media ronda entre los 23,7º y 26,9º. En ella se encuentra lo que antaño era la playa de La Luz, hoy forma parte del Puerto de Las Palmas.

## Historia
Hasta mediados del siglo XX la zona costera de la bahía estaba cubierta por un campo de dunas, su desaparición se explica por la expansión urbanística masiva del puerto y de la ciudad en general.